# クリストファー・ラングトン
クリストファー・ラングトン（Christopher Langton、1949年 - ）は、アメリカ合衆国の計算機科学者。人工生命の研究で知られる。1980年代後半、「Artificial Life（人工生命）」という用語を生み出し、1987年に "International Conference on the Synthesis and Simulation of Living Systems"（通称、Artificial Life I）という国際会議をロスアラモス国立研究所で開催した。
ミシガン大学を卒業後、ラングトンはラングトンのアリとラングトンのループという単純な人工生命シミュレーションを作るとともに、セル・オートマトンの複雑性と計算可能性の無次元の尺度であるλ（ラムダ）パラメータを考案した。2状態、1-r 近傍、1次元のセル・オートマトンでのその値はほぼ 0.5 となる。ライフゲームのような 2状態、ムーア近傍、2次元のセル・オートマトンでは、0.273 となる。このλパラメータの研究から「カオスの縁」という用語が生まれた。
ラングトンは、"Homer Kelly Mysteries" などの著作で知られる作家ジェーン・ラングトンの長男である。

## カオスの縁
ラングトンはカオスの縁 (Edge of Chaos) という概念を生み出した（カオスの縁という言葉はノーマン・パッカードにより生み出された）。これは、セル・オートマトン (CA) の振る舞いを評価する変数 λ（ラムダ）のある範囲を指したものである。λ が変化すると、セル・オートマトンは振る舞いの相転移を示す。ラングトンは、λがある微小な範囲にあるときにセル・オートマトンがチューリングマシンと匹敵する計算能力を発揮することを発見した。同じころ物理学者 James P. Crutchfield らは、ほぼ同様の概念を「カオスの開始; onset of chaos」と名づけた。
λを0から1まで動かし、複雑さの変化を相互情報量で計測したとき、その値が最大となるのがカオスの縁である。そこは、静的すぎず動的すぎない、秩序とカオスが絶妙なバランスを保っている場所だといえる。
この用語は、科学界全体（物理学、生物学、経済学、社会学など）で比喩として使われるようになり、秩序と完全な無作為性（カオス）との中間で複雑性が最大となるようにシステムを運用する状態を指すようになった。しかし、この概念の一般性と重要性については Melanie Mitchell らが疑問を呈している。ビジネスにおいてもこの用語が本来の意味とはかけ離れた状況を指すのに借用あるいは誤用されている。
スチュアート・カウフマンは進化の数学的モデルを研究し、カオスの縁近辺で進化速度が最大になるとした。